# Mount Dent
Mount Dent är ett berg i Kanada.   Det ligger på gränsen mellan Alberta och British Columbia i den västra delen av landet, 3 100 km väster om huvudstaden Ottawa. Toppen på Mount Dent är 2 645 meter över havet.
Terrängen runt Mount Dent är bergig.Trakten runt Mount Dent är nära nog obefolkad, med mindre än två invånare per kvadratkilometer.. Det finns inga samhällen i närheten. 
Trakten runt Mount Dent består i huvudsak av gräsmarker.